# 名古屋たちばな高等学校
名古屋たちばな高等学校（なごやたちばなこうとうがっこう）は、愛知県名古屋市中区伊勢山一丁目にある私立の高等学校。

## 沿革
- 1905年（明治38年）6月 - 私立愛知高等裁縫女学院として開校。
- 1906年（明治39年）9月 - 愛知高等裁縫女学校に改称。
- 1913年（大正2年）4月 - 私立愛知高等女子工芸学校に改称。
- 1926年（大正15年）4年  - 実科高等女学校である愛知女子高等工芸学校として開校。
- 1948年（昭和23年）4月 - 学制改革で愛知女子工芸高等学校に改称。
- 1961年（昭和36年）4月 - 女子校から男子校に転換し愛知工芸高等学校に改称。全日制電子科を設置。
- 1962年（昭和37年）
  - 4月 - 全日制電気科を設置。
  - 6月 - 東海工業高等学校に改称。
- 1964年（昭和39年）4月 - 全日制機械科を設置。
- 1968年（昭和43年）4月 - 通信制課程に電気科、機械科を設置。
- 1978年（昭和53年）4月 - 名古屋市中村区に岩塚グラウンド完成。
- 1984年（昭和59年）4月 - 法人名を学校法人常懐学園から学校法人愛知水野学園に変更。
- 1995年（平成7年）3月 - 家庭科実習棟竣工。
- 1997年（平成9年）1月 - 岩塚に野球部雨天練習場及び体育館完成。
- 2000年（平成12年）3月 - 通信制課程校舎竣工。
- 2001年（平成13年）4月 - 愛知産業大学工業高等学校に改称。
- 2003年（平成15年）4月 - 学校法人愛知水野学園から愛知産業大学に変更。
- 2011年（平成23年）11月 - 本校創立50周年記念式典挙行。
- 2015年（平成27年）9月 - 学園創立110周年記念事業 本校舎（伊勢山校舎）竣工。
- 2017年（平成29年）3月 - 学園創立110周年記念事業 橘校舎（体育館、柔道場、剣道場、旋盤室）竣工。
- 2024年（令和6年）4月 - 名古屋たちばな高等学校に改称。男女共学化、全日制課程に普通科を設置。

## 学校行事
- 4月 - 入学式、始業式、1年オリエーテンション合宿、新入生歓迎会
- 5月 - 1年母校訪問、中間試験
- 6月 - 創立記念行事、期末試験
- 7月 - インターンシップ、終業式
- 8月 - 高校総体
- 9月 - 始業式、生徒会役員選挙、就職試験
- 10月 - 中間試験
- 11月 - 文化祭、体育大会、2年沖縄修学旅行
- 12月 -期末試験、球技大会、終業式
- 1月 - 始業式、3年期末試験
- 2月 - 予餞会、課題研究発表会、1年と2年期末試験
- 3月 - 卒業式、修了式

## 部活動

### 運動部
- 野球
- バスケットボール
- 陸上 ホッケー
- バレーボール
- 陸上
- 剣道
- 柔道
- 卓球
- ソフトテニス
- 空手道
- ワンダーフォーゲル
- 少林寺拳法
- 自転車

### 文化部
- マーチングバンド
- 飛行機
- 自動車
- 工業模型
- 写真
- 美術
- 軽音楽
- 将棋
- 囲碁
- アニメーション
- 生活情報
- 自然科学
- 英会話
- 放送
- 情報処理研究会

## 交通
- 名古屋市営地下鉄名城線 東別院駅から徒歩で約5分。
- JR東海道本線・中央本線・名鉄名古屋本線 金山駅から徒歩で約15分。

## 主な卒業生
- ビットル・アルフォンソ・アリサ - バスケットボール選手。
- 嶋田基志 - バスケットボール選手。
- 岸尾だいすけ - 声優、俳優、歌手。
- 井本直樹 - プロ野球選手。
- 纐纈洸翔 - 競輪選手。
- 加藤亮 - Webライター。株式会社バーグハンバーグバーグ社員。
- 武田恭輔‐Vリーグ選手。
- 河原崎辰也-ミュージシャン、ラジオパーソナリティ